# 互換機

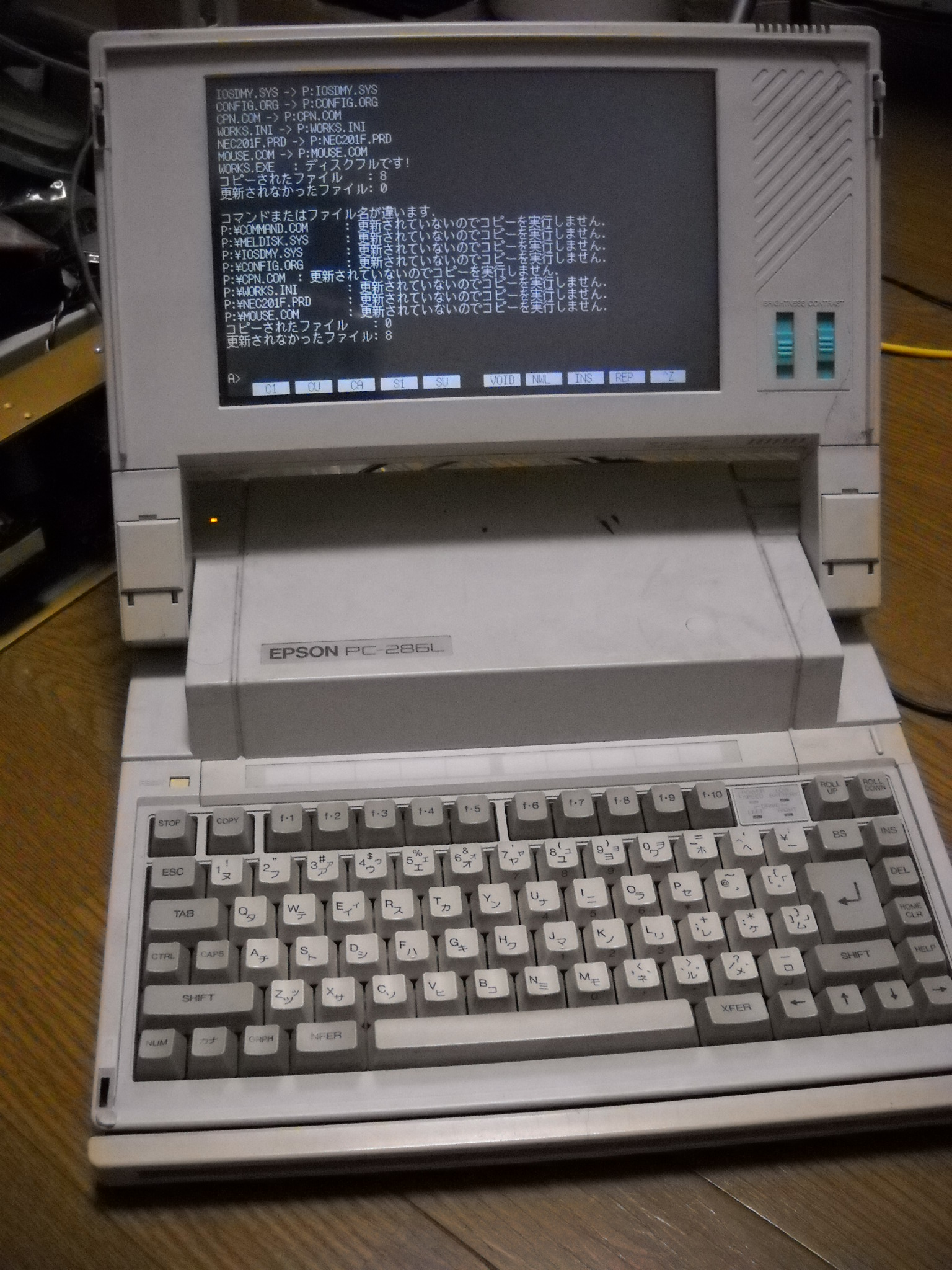
エプソンが1987年に発売したNEC PC-9801シリーズ互換機、PC-286L

互換機（ごかんき、英語: Plug compatible）は、コンピュータやゲーム機などにおいて、特定の製品に向けて作られたソフトウェアや周辺機器などを、そのまま利用できるように他メーカーが設計したもの。代表例にIBM社のパソコン「IBM PC/AT」の互換機であるPC/AT互換機などがある。

## 概要
互換性のレベルにより、色々な分類や呼称がある。ハードウェアレベルの互換性を持ち、本家のオペレーティングシステム（OS）やBIOSをそのままインストールできたり、同じ周辺機器などが使用できる場合を「ハードウェア互換」、OSレベルの互換性を持ち、アプリケーションソフトウェア（バイナリ、またはソースコード）がそのまま使用できる場合を「ソフトウェア互換」、接続端子のピン配列の互換性を持ち、他機種の周辺機器やコントローラーなどをそのまま接続できる場合を「ピン互換」、などのように呼ぶことがある。
何を「互換機」と呼ぶか、どのレベルを「互換」と呼ぶかは色々なケースや視点がある。ハードウェアやOSを含めて完全な互換性を持ち、従来機との置き換えは「プラグを差し替えるだけ」でそのまま使用できる機械を「プラグコンパチブルマシン」（PCM、plug-compatible machine）と呼び、IBM System/360メインフレームの互換機ではこれが要求された。特に要求が厳しい場合、元の製品のバグまでそのまま再現する（バグ互換）。
自社製品の互換機ではなく、他社製品の互換機を販売する場合、法的な問題となる場合がある。特に、元となる製品のメーカーと著作権侵害などで訴訟となるケースもあるが、リバースエンジニアリングチームと設計チームとを分離したクリーンルーム設計により合法性を確保する例が大型コンピュータやパーソナルコンピュータで見られた。

### 「クローン」と「互換機」

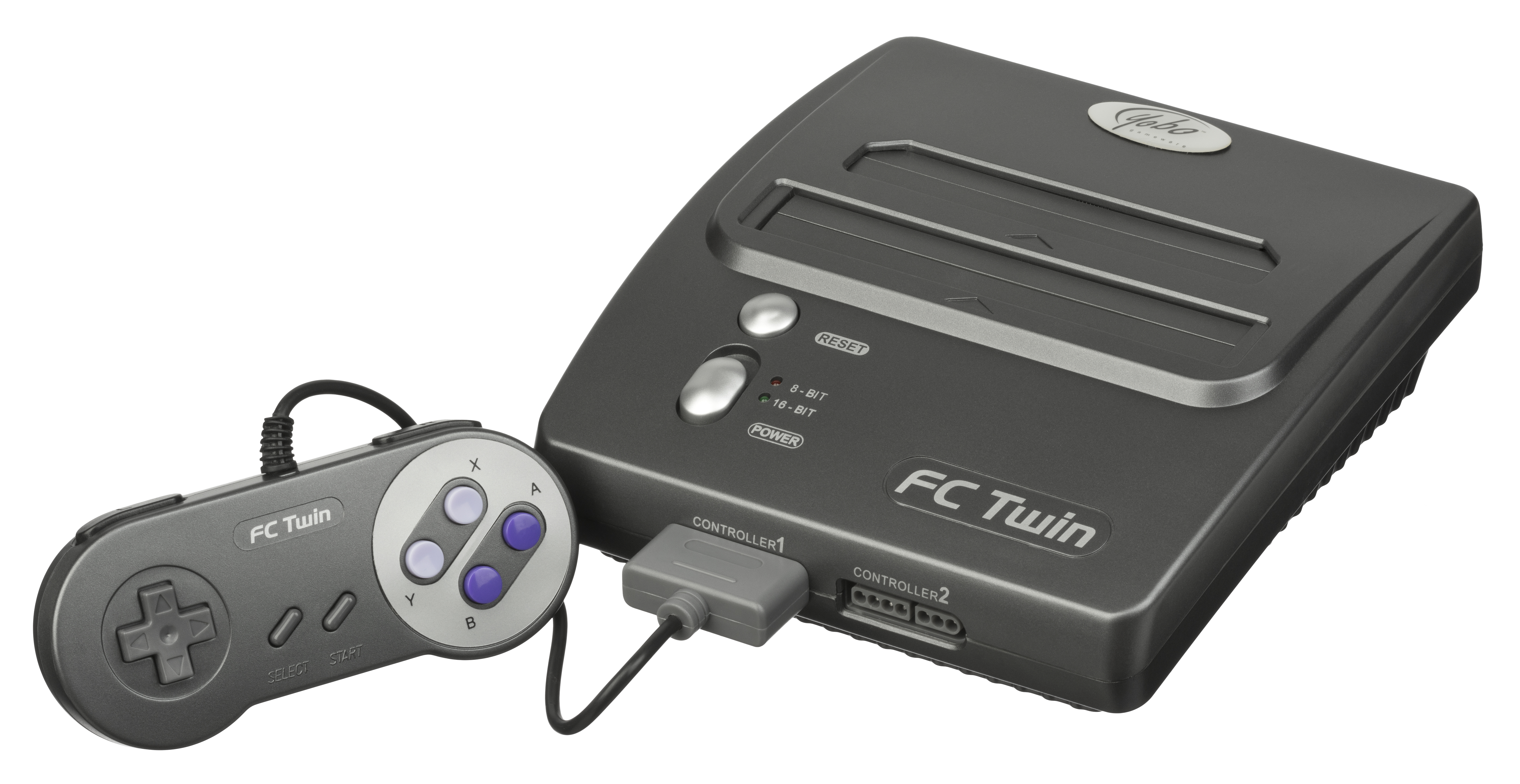
任天堂のゲーム機・ファミコンの「互換機」（「ファミコン互換機）の一例。このような製品は、海外では「クローン」と呼ばれている（「ファミコンのクローン」略して「ファミクローン」）

英語圏での「compatible（コンパチブル、コンパチ、互換機）」とは、単に特定のシステムとの「互換性がある」ということだけを示し、特定のシステムと全く同一の機能を提供することを企図した製品は「clone（クローン）」とよばれている。「互換機」は、元の製品と完全に同一であることを企図していないため、元の製品よりも高度な機能を提供する「上位互換機」や、元の製品より低い機能を提供する「下位互換機」なども存在する。
「PC/AT互換機」は、元々は1984年にIBM社が発売したパソコン「IBM PC/AT」と全く同一の機能を提供することを企図した「PC/AT クローン（PC/AT clone）」として登場したが、やがてPC/ATとの互換性を維持したまま異なる機能を提供することを企図した製品が現れ、「PC/AT互換機（PC/AT compatible）」と呼ばれるようになった。2005年にIBMがパソコンから撤退したことにより、市場には「互換機」のみが残り、現在は単に「PC」と呼ばれている。
ゲーム機においても、ハードウェア的に元の製品と全く同じ機能を提供することを企図した「クローン機」と、ハードウェア的に元の製品と単に同じ機能を持つ「互換機（コンパチブル機）」が存在する。どちらも「特定のゲーム機」向けのゲームが遊べるという点では同じなので、日本では特に区別せず、両方とも「互換機」と呼ばれているが、海外では区別されている。ハードウェアではなくソフトウェアによる「エミュレータ」は、さすがに日本語でも「互換機」とは区別されている。「クローン」と言っても、製造メーカーの技術的限界から、互換性がかなり低い製品も多い。
「互換機」「クローン」には、専用チップを積んだハードウェアエミュレーションによる製品と、汎用チップを積んだソフトウェアエミュレーションによる製品が存在する。ゲーム機の「互換機」は、2010年代以降、ARM系SoCの低価格化により、ARM系SoCがベースのハードウェアの上で、LinuxやAndroidなどの汎用OSの上で、ゲーム機のエミュレータを稼働させる、ソフトウェアエミュレーションによる製品が多い。ソフトウェアエミュレーションによる、特定のゲーム機の互換機は、内部のソフトウェアに変更を加えることで、複数のハードウェアと互換性を取る事も可能である。別売りのアタッチメントを取り付けたり、ハッキングにより自力で改造するなどして、複数のゲーム機との互換性を取ることが可能な互換機も存在する。エミュレータの存在を前面に出し、特定のゲーム機の物理カートリッジをプレイするためのスロットに加え、エミュレータ用のROMデータをプレイするためのSDカードスロットを搭載した「互換機」も存在する。そのため、「クローン」「互換機」「エミュレータ」の差は、現在は曖昧となっている。

## メインフレーム

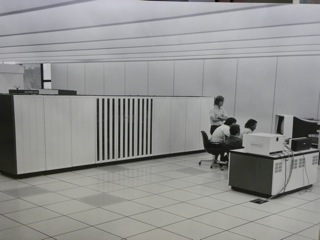
富士通とアムダールが共同開発し、1975年に上市されたIBM System/360互換機、アムダール 470V/6

メインフレームにおいて「互換機」と言うと、IBM社が1964年に発売したSystem/360及びその後継機の互換機のことである。
IBM社のメインフレームは、1964年に発売したSystem/360以降、非常に普及した。後継機のSystem/370が発売される1970年頃には、競合のメインフレームは全て駆逐され、IBMが市場を独占してしまった。メインフレームそのものに加え、磁気テープやプリンタなどの周辺装置だけを見た場合でも、非常に巨大な産業となった。そのため、1965年にテープ装置を発売したTelex社を皮切りに、互換機メーカーによる周辺装置の販売が開始された。当時、メインフレームの技術ドキュメントなどが全て公開されていたことが、互換機メーカーに有利に作用した。特にCDCは互換機ビジネスで非常に成功したことから、その成功にならって周辺機器の互換機メーカーが乱立した。
やがて本体の互換機まで登場した。IBM 360を設計したジーン・アムダール博士がIBMからスピンオフして設立したアムダール社が、1975年に発売したAmdahl 470V/6を皮切りに、いくつかの互換機メーカーが誕生し、IBM 360互換機が市場に提供された。Amdahl 470V/6は、System/370よりはるかに高速で、しかも安かった。当時はソフトウェアに著作権など想定されておらず、互換機メーカーではハードウェアだけ設計し（ハードウェア互換）、ソフトは本家IBMの物を使えばよかったことや、独禁法の存在によりIBMが互換機メーカーに強気に出られなかったことも、互換機メーカーに有利に作用した。
日本では、System/370の登場を見た通商産業省が1970年代初め、IBM互換機を開発するべくコンピューターメーカーの日立製作所と富士通に連合を組ませ、日立製作所の「HITAC M」シリーズや、富士通の「FACOM M」シリーズなどのIBM互換機が製造され、普及した。純正機と比べた互換性の高さ、性能の高さ、価格の安さが必要十分であったことから、海外メーカーにもOEM供給され、日立はアイテルにOEM供給。富士通はアムダールにOEM供給した。
IBMは、互換機メーカーの登場により、独禁法に問われないレベルにまで市場シェアを落としたことから、次第に互換機メーカーに強気に出るようになった。IBMはSystem/360の後継機においても基本設計を守り続けたものの、互換機潰しのために細かい設計の変更を行った。次々と新製品を出すことから、互換機メーカーがそれに付いていくのは容易ではなかった。
特に、1981年に発表された「IBM 3081K」では、機能が大幅に拡張された。そのため、日立や富士通は、互換機の製造において、IBMの機密情報を不正に入手しようと試みた。1982年6月22日、日立製作所や三菱電機の社員など計6人が、米IBMの機密情報に対する産業スパイ行為を行ったとしてFBIに逮捕された（IBM産業スパイ事件）。
1983年、日立はIBM社と和解。富士通もIBM社と1988年に和解し、多額の賠償金を支払うことになったが、IBMの持つOSの情報に対するアクセスは認められた。互換機の製造においてIBM社に多額のロイヤリティーを支払うことが義務付けられた代わりに、法的問題がクリアされ、かえって互換機が作りやすくなった。とはいえ、1980年代に入ると時代はメインフレームからパソコンやワークステーションへと移り変わり、メインフレームのビジネスは次第に縮小していく。富士通は1997年にアムダールを買収するが、2000年にIBM互換機から撤退。
海外メーカーではRCAなども互換機の大手であったが、本家のSystem/370に対抗できずに早々に撤退した（詳細はメインフレーム#種類を参照）。

## パソコン

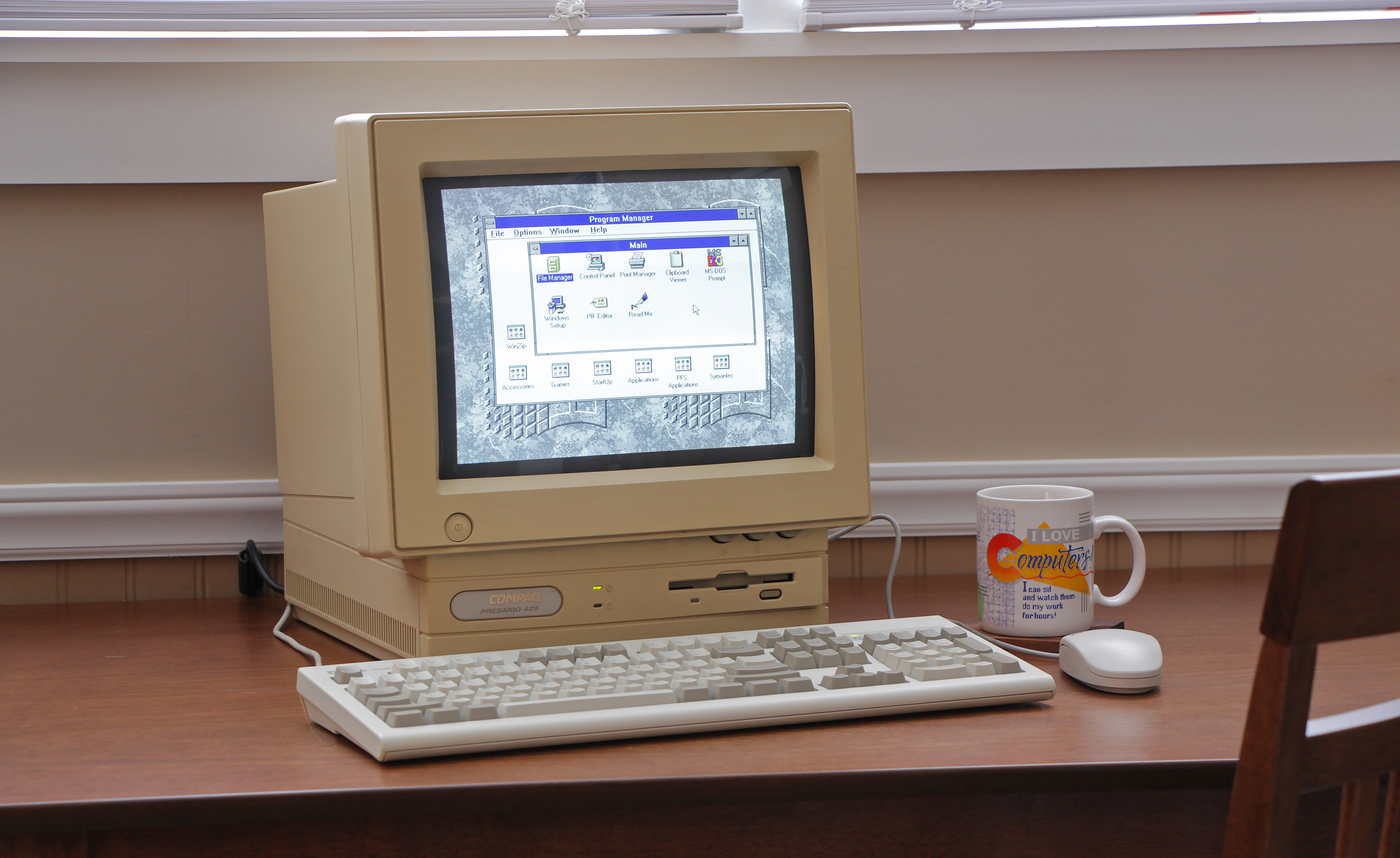
コンパック社のIBM PC/AT互換機、コンパック・プレサリオ。AMD製CPU搭載の性能と、1000ドルを切る低価格を武器に市場シェアを伸ばし、1994年には本家IBMを抜いて世界最大のPCメーカーとなった。やがてコンパックを筆頭とする互換機メーカーがPC/AT互換機の仕様策定を主導するようになり、IBM製PCは「コンパック互換機」と呼ばれるまで磊落した

パソコンにおいて「互換機」と言うと、IBM社が1984年に発売した「IBM PC/AT」の互換機である「PC/AT互換機」のことである。PC/AT互換機メーカーは、1980年代から1990年代にかけて、IBM純正機と激しく対立した。
1981年発売の「IBM PC」により、パーソナルコンピュータ市場に遅れて参入したIBMは、1984年発売のPC/ATまで、プロセッサやオペレーティングシステムは汎用品を使用し、互換性の心臓部であるBIOSのソースコードも公開した。ただし、これは他社に対応する周辺機器やソフトウェアを開発させる目的であり、互換機を奨励するものでは無かったし、IBMにはそれをライセンスするつもりも無く、例えばBIOSが公開されていることはむしろ著作権を侵害せずに作られた互換機であることを証明することを難しくしていた（それまでのIBMは、全て自社に権利があるシステムを設計製造するという会社であり、これだけでも異例のことではあった）。
しかしコンパックのように、クリーンルーム設計によって著作権侵害の問題を回避する例があらわれ、さらにそのようなBIOSを提供する業者も現れたことから、互換機が広く普及した。その結果、IBMがPC/ATの本家であるにもかかわらず、互換機メーカー連合がPC/AT互換機のデファクトスタンダードを決め、そのデファクトスタンダードに沿った製品を製造販売するベンダの一つがIBM、という入れ替わりが起きた。
互換機メーカー連合は、1987年にIBM社が「互換機潰し」として発売したPC/ATの後継機「IBM PS/2」のMCAバスに対抗して、PC/ATのISAバスを拡張したEISAバスを立ち上げた。市場に受け入れられたのはMCAバスではなくEISAバスの方であり、互換機メーカーの勝利となった。
1990年代以降も、IBM以外のメーカーによる製品群は「互換機」と呼ばれ続けたが、その頃になるとEISAバスの世代となるPCIバスの登場に伴いISAボードが挿せなくなっているなど、本家IBM PC/ATとの互換性はほとんど失われており、あくまで歴史的経緯で「互換機」と呼ばれていた。なお、PCIバスはインテルが中心となって策定した。
2005年、IBMがPC事業をレノボに売却して撤退。市場には「互換機」のみが残った。それ以降、かつて「互換機」と呼ばれたものは単に「PC」と呼ばれている。

### その他のパソコン
- Apple ComputerのApple IIの互換機 - VTechによるLaser 128など
- 日本電気（NEC）のPC-9800シリーズの互換機 - エプソンによるEPSON PCシリーズなど
- Apple ComputerのMacintoshの互換機 - パイオニアなど国内外数社による（詳細はMacintosh互換機を参照）
- 富士通のFMRシリーズの互換機 - 松下電器（パナソニック）によるPanacomMシリーズのうち初期の物。後に相互OEM

## その他のコンピュータ
コンピュータのハードウェア設計は、膨大な特許権・著作権、加えていわゆる「ノウハウ」に代表される知的財産権の塊であるため、設計図が外に出ることは極めて稀である。8ビット時代のホビーパソコンには、機械語のソフトウェア設計の都合もあり必要部分の設計図がマニュアルに付属することがあったが、パソコンにGUIのOSが載る1980年代後半にもなると、ハードウェアはほとんどブラックボックス化された。そのため代表例であるPC/AT互換機と同じような事例は少ない。
1990年代中ごろ、自社のパソコンであるMacintoshの市場シェア低下に窮したアップル社が、パソコンメーカーにライセンスを付与してMacintosh互換機を製造させる「互換機路線」を推し進めていたが、1997年に社長に就任したスティーブ・ジョブズは、競合メーカーによる互換機の存在がかえって自社製品のシェアを低下させていると判断し、Mac互換機路線は1998年に打ち切られた。
一方、ArduinoやBeagleBoardのように、設計をオープンにしただけではなく、その流用を自由に認めているオープンソースハードウェアのコンピュータも存在する。これらの互換機は、その性質上、公式のハードウェアから非公認のハードウェアまで存在しうる。

## 家庭用ゲーム機
- ファミリーコンピュータ互換機
  - ファミコンテレビC1（シャープ）※ブラウン管テレビ
  - ツインファミコン（同）※ファミコン・ディスクシステム一体型
  - 編集ファミコン（同）※ビデオ編集機能付き 別名ファミコンタイトラー
  - ふぁみ魂家郎※特許権消滅後に発売されたノンライセンス商品
  - ネオファミ（ゲームテック）※同上
  - ファミレータ（サイバーガジェット） ※同上
  - ファミレータLite（同、ニンテンドーDSでファミコンのソフトが遊べるというもの） ※同上
  - TEA4TWO FC/AV（純正の紅白ファミコンをレストアし、AV出力に改造したもの）※同上

- スーパーファミコン互換機
  - SF-1（シャープ）※ブラウン管テレビ
- PCエンジン互換機
  - X1 twin（シャープ）※PC
  - レーザーアクティブ・LD-rom²（パイオニア）※LDプレーヤー 別売アダプター装着
- メガドライブ互換機
  - ワンダーメガ / ワンダーメガM2（日本ビクター）※メガドライブ・メガCD一体型
  - マルチメガ/GENESIS CDX（セガ）※ポータブルCDプレイヤー型 メガドライブ・メガCD一体型
  - CSD-GM1（アイワ）※CDラジカセ型 メガドライブ・メガCD一体型
  - レーザーアクティブ・MEGA-LD（パイオニア）※LDプレーヤー 別売りアダプター装着
- 3DO互換機
  - 3DO TRY（三洋電機）
- セガサターン互換機
  - Vサターン（日本ビクター）
  - Hiサターン（日立製作所）※ビデオCDプレーヤー機能付き
- ニンテンドー ゲームキューブ互換機
  - Panasonic Q（松下電器産業）※DVDプレーヤー機能付き
- ドリームキャスト互換機
  - CX-1（フジテレビ）
- 複数機種互換機
  - RetroN 5（HYPERKIN）ファミコン、Nintendo Entertainment System、スーパーファミコン、Super Nintendo Entertainment System、メガドライブ、GENESIS、ゲームボーイ、ゲームボーイカラー、ゲームボーイアドバンス対応
  - レトロフリーク（サイバーガジェット）ファミコン、スーパーファミコン、Super Nintendo Entertainment System、ゲームボーイ、ゲームボーイカラー、ゲームボーイアドバンス、メガドライブ、GENESIS、PCエンジン、TurboGrafx-16、PCエンジンスーパーグラフィックスを標準対応 別売「ギアコンバーター」使用でゲームギア、セガ・マークIII、SG-1000・「NESカートリッジコンバーター」使用でNintendo Entertainment Systemに対応
  - エフシーコンボ/エフシーコンボ2（コロンバスサークル）ファミコン、スーパーファミコン対応
  - レトロ3（コロンバスサークル）ファミコン、スーパーファミコン、ゲームボーイアドバンス対応
  - FCツイン+MD（アンサー）ファミコン、スーパーファミコン、メガドライブ対応
  - PlaySoniq（Supersoniqs）SG-1000、マスターシステム対応（MSXカセット、ROMファイルのみ）